# 洽帕提

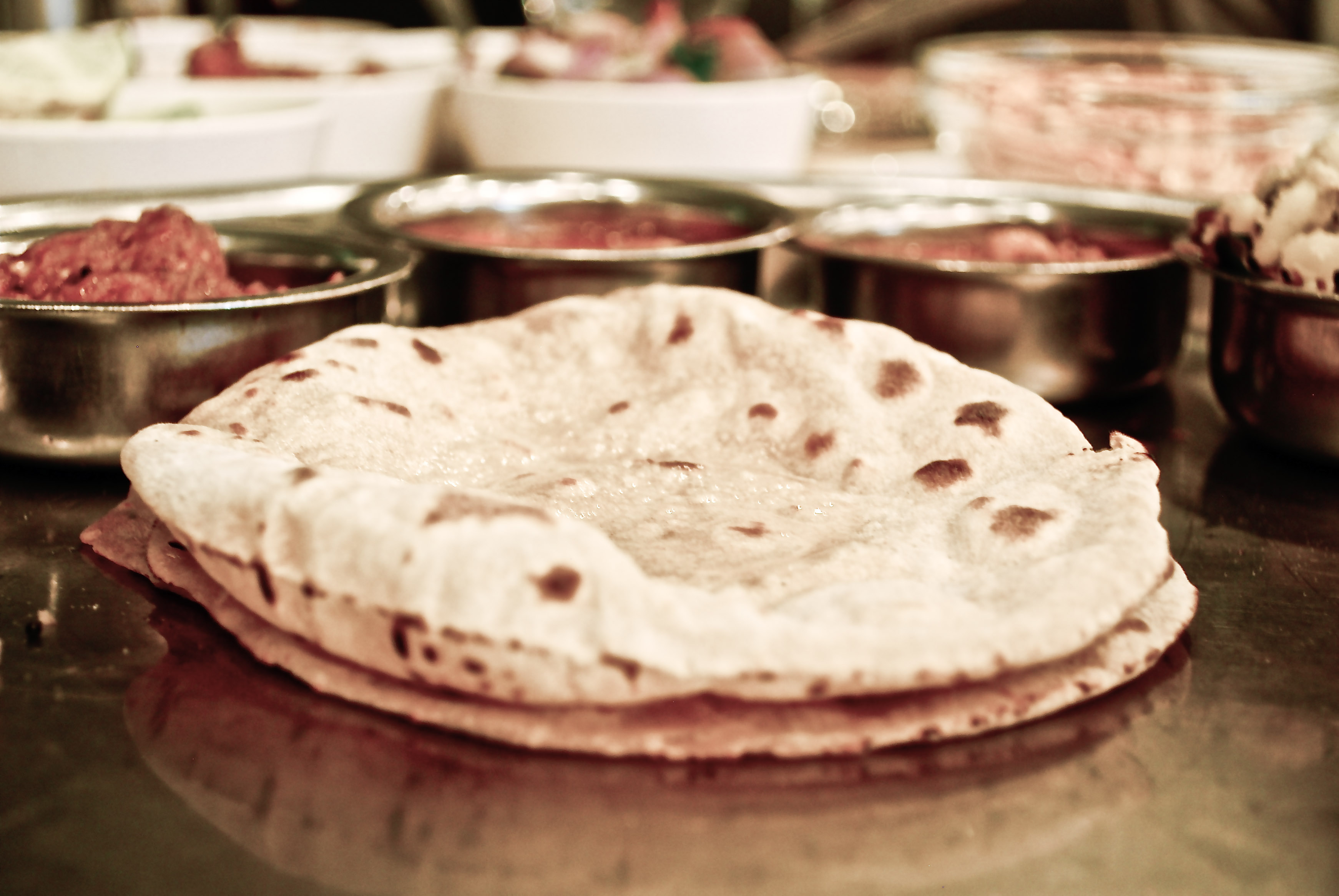
印度烤餅成品的照片

洽帕提（Chapati），亦稱洽巴提、印度烤餅、印度麵包，是一種源自印度次大陸的无酵扁面饼，也是南亞地區的一種主食，常以各種咖喱醬汁蘸著食用。

## 製作過程
在印度麵粉中加入水和鹽，然後搓成團狀，接著用擀麵棍推壓碾平成圓形餅狀，最後放入火爐中慢慢烤熟。